# Liste der Monuments historiques in Prez-sous-Lafauche
Die Liste der Monuments historiques in Prez-sous-Lafauche führt die Monuments historiques in der französischen Gemeinde Prez-sous-Lafauche auf.

## Liste der Immobilien
| Bezeichnung      | Beschreibung           | Standort               | Kennzeichnung | Schutzstatus | Datum | Bild           |
| ---------------- | ---------------------- | ---------------------- | ------------- | ------------ | ----- | -------------- |
| Kirche St-Didier | ab dem 12. Jahrhundert | Rue de l’Église (Lage) | PA00079192    | Inscrit      | 1925  | weitere Bilder |

## Liste der Objekte
| Bezeichnung | Beschreibung                            | Standort                       | Kennzeichnung | Schutzstatus | Datum | Bild |
| ----------- | --------------------------------------- | ------------------------------ | ------------- | ------------ | ----- | ---- |
| Beichtstuhl | Holz, erste Hälfte des 17. Jahrhunderts | in der Kirche St-Didier (Lage) | PM52001825    | Inscrit      | 1992  |      |